# Elka Graham
Elka Graham (Sydney, 20 ottobre 1981) è un'ex nuotatrice australiana.

## Carriera
Ha fatto parte, anche se solo in batteria, della staffetta che vinto la medaglia d'argento nella 4x200m stile libero alle Olimpiadi di Sydney 2000.

## Palmarès
- Giochi Olimpici

Sydney 2000: argento nella 4x200m stile libero.
- Mondiali

Barcellona 2003: argento nella 4x200m stile libero e bronzo nella 4x100m stile libero.
- Mondiali in vasca corta

Mosca 2002: argento nella 4x100m stile libero e bronzo nella 4x200m stile libero.
- Giochi PanPacifici

Yokohama 2002: argento nei 200m stile libero e nella 4x200m stile libero.
- Giochi del Commonwealth

Manchester 2002: argento nella 4x200m stile libero e bronzo nei 200m stile libero.